# Brain of Britain
Brain of Britain ist eine traditionsreiche, seit 1953 gesendete britische Radiosendung. Das 30-minütige wöchentliche Quiz läuft auf BBC Radio 4. Es wird seit 2010 von Russell Davies moderiert. 
Die Sendung begann als Teil ursprünglich als Teil der Sendung Ask Me Another innerhalb der Quizshow What Do You Know?. Als eigenständige Sendung unter dem Namen Brain of Britain existiert die Sendung seit 1967.
Früher wurde die Sendung vom BBC World Service übernommen. Es müssen ohne Multiple Choice und Joker Fragen zur Allgemeinbildung beantwortet werden.
Die Fragen sind so gestellt, dass nur wenige Menschen sie beantworten können. Elissa Mattinson, die 2022 mit für die Fragen verantwortlich war, bezeichnet den Anspruch als "Menschen, die am Radio zuhören müssen beeindruckt sein und denken 'Wow, die sind schlau'".

## Ablauf
Jeder Kandidat bekommt eine Frage gestellt, für deren Antwort er 10 Sekunden Zeit hat. Antwortet er richtig, bekommt er einen Punkt und eine weitere Frage, nach 5 korrekten Antworten erhält er einen Bonuspunkt, danach geht es aber in jedem Fall mit dem nächsten Kandidaten weiter. Antwortet jemand falsch, können sich die anderen Spieler mit leise gestelltem Buzzer einschalten und mit der richtigen Antwort einen Punkt erhalten.
Es wird nicht nur ein Jahresfinale ausgespielt, sondern auch ein Dreijahresfinale, dessen Sieger den Titel „Brain of Brains“ erhält. Außerdem gibt es ein weiteres Finale von drei solchen Dreijahressiegern, dessen Gewinner sich „Top Brain“ nennen darf. 

## Gewinner
Die letzten beiden Top-Brain-Sieger waren 1998 der bekannteste englische Quizzer Kevin Ashman, einer der Eggheads und vierfacher Weltmeister der IQA sowie 2008 Mark Bytheway, der IQA-Weltmeister im selben Jahr 2008. 
Bekannte Jahressieger der letzten Zeit sind außerdem Daphne Fowler (1997) und Chris(topher) Hughes (2005) sowie der Ire Pat Gibson (IQA-Weltmeister von 2007) im Jahr 2006, die mittlerweile, wie Ashman, alle bei der Sendung Eggheads mitwirken.